# قانون الفقراء الإنكليزي لسنة 1834

## أسباب تعديلات القانون
قاد القلق من ازدياد تكاليف المساعدات وتولي حكومة ليبرالية جديدة الحكم في سنة 1830 برئاسة إيرل غراي (Earl grey) إلى تأسيس لجنة لتعديل قانون الفقراء في سنة 1832. كانت هذه الحكومة الجديدة اقرب للمدن ومهتمة بالصناعة وبالطبقة المتوسطة الناشئة. وضعت هذه اللجنة سنة 1834 الورقة البيضاء المؤلف من 8000 صفحة كمستند مرجعي لقانون مقترح صوت عليه البرلمان في نفس السنة.
وقد اعتمد هذا القانون على ثلاث مبادئ أساسية
1- مبدأ مالثوس Malthus's principle الذي يرى أن الزيادة السكانية أعلى من الموارد المتاحة
2-مبدأ ريكاردو Ricardo الذي وضع قانون الأجور الحديدي iron law of wages
3-مبدأ بينثام Bentham الذي يرى أن الناس ستبحث عن المساعدة بدلا من البحث عن العمل في حال كانت المعونات قريبة من الأجور

## أهداف القانون
1- ترحيل العاطلين عن العمل من المناطق الريفية إلى الحضرية
2-حماية دافعي الضرائب في المناطق الحضرية من الدفع أكثر
3-دعم الصناعات بالإيدي العاملة

## النقاط الأساسية للقانون

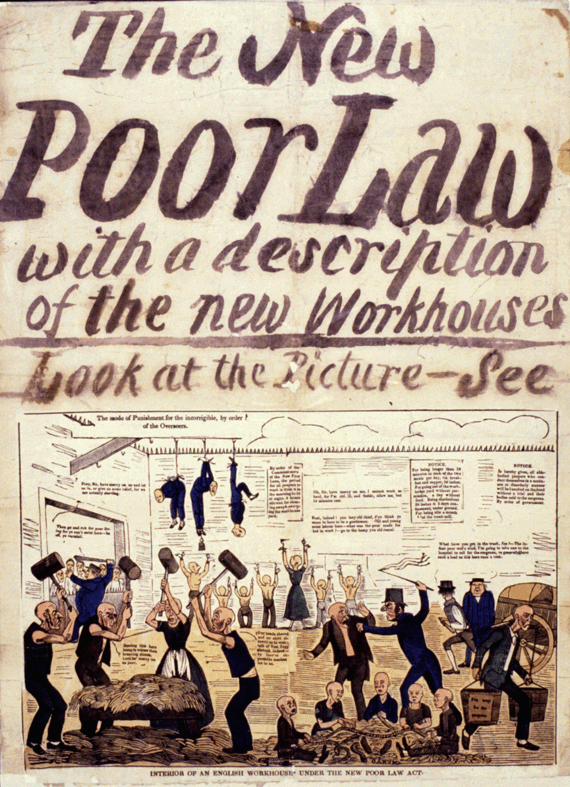
بيوت العمل

يعتبر هذا القانون من أكثر القوانين اثارة للجدل بسبب
أولا بني هذا القانون على مبدأ الغير مرغوب بحيث أن المساعدات يجب أن تكون غير مرغوب بها مقارنة مع العمل. ففي حال إعطاء الخيار للناس يجب أن يفضلوا العمل على المساعدات. أي أنه يجب أن يدفع للعمل، وبالتالي يجب أن تكون المساعدات أقل من أقل الأجور المتواجدة
ثانيا بني القانون على أساس بيوت العمل حيث كان هناك أصرار على ان تعطى المساعدات في الملاجئ وبالتالي فإن الناس الأصحاء القادمين للسؤال عن مساعدة فأنهم سيلاقونها في بيوت العمل والتي من المفترض أن يعملوا فيها لقاء هذه المساعدة
ثالثا انشأ القانون اتحاد قانون الفقراء وجمعت الابرشيات مع بعضها لتصبح كبيرة بما فيه الكفاية بحيث تستطيع ان تمول بناء بيوت العمل
رابعا إنشاء مجلس مركزي متوضع في لندن ليراقب الاتحاد من حيث تشكيل وبناء بيوت العمل وإنشاء نماذج أخرى في أنحاء البلاد وبهذه الخطوة أصبحت الخطوة الأولى لربط الحكومة بقوانين الرفاه حيث تم نقل المسؤليات من المحليات إلى الحكومة المركزية

## اقرأ أيضا
- اقتصاد الرفاه

1. 1 2 3 4 5  "A Collection of the Public General Statutes Passed in the Fourth and Fifth Year of the Reign of His Majesty King William the Fourth, 1834". 1834.
2. ↑  مُعرِّف برلمان المملكة المتحدة: 9THQGU5t.